# Laokoon
Laokoon (Λαοκόων) var i græsk mytologi søn af Antenor eller Acoetes, og præst for Apollon eller Poseidon.  Forgæves forsøgte han at advare trojanerne mod at tage den trojanske hest ind i byen. Det førte til, at han og hans to sønner blev dræbt af to slanger som Athenes eller Poseidons hævn. Han led på sin vis samme skæbne som Kassandra.

## Statuen
Den berømte statue Laokoongruppen forestiller Laokoon og hans sønner blive dræbt, og står i dag i Vatikanet. Den blev fundet 14. januar 1506 nær ved de syv haller på Esquilinerhøjens Domus Aurea-område. Plinius den ældre skrev i Naturhistorien, at statuen var et værk af tre billedhuggere fra Rhodos, Hagesandros, Athanodoros og Polydoros; og at den befandt sig i kejser Titus' palads, hvor den blev bedømt som langt bedre end malerier eller bronzeskulpturer af det samme emne. Da statuen blev gravet frem, blev den genkendt ud fra Plinius' beskrivelse. Pave Julius 2. købte den 23. marts 1506, og fik den bragt til Vatikanet. Den viser Laokoon i to slangers greb ved foden af et alter. Han prøver at rive den slange væk, som er ved at bide ham i hoften. Den anden slange bider hans yngste søn i siden, så drengen kollapser af smerte, mens den ældre dreng kæmper for at befri sig fra slangens greb. Laokoon havde advaret sine medborgere mod træhesten, som grækerne havde efterladt med det påskud, at den var et "offer til Athene". Gudinden blev vred, da han slyngede sin lanse mod træhesten, og sendte slangerne for at dræbe ham. Trojanerne trak troskyldigt træhesten ind i byen, hvor kun Æneas forstod sammenhængen, og flygtede til Italien, hvor han grundlagde Lavinium, og hans søn Alba Longa. Helt tilbage til Julius Cæsars tid blev juliernes påstående trojanske ophav et politisk argument. Augustus gjorde legenden til en hjørnesten i sit kejserdømme, og selve grundlaget for sit krav på tronen. Sandsynligvis var Laokoongruppen, som Plinius den ældre havde set i kejserpaladset, bestilt af kejseren før år 50, og lavet af billedhuggerne fra Rhodos efter en original i bronze fra 100-tallet f.Kr. Den bøjede højre arm blev opdaget af Ludwig Pollak i 1905; den tilhørte Laokoon, og blev sat tilbage på statuen ved den sidste restaurering i 1957-60. 

## Tragedien
Sofokles skrev en nu tabt tragedie ved navn Laokoon. Skuespillet Trojas belejring af Arctinus skildrer, hvordan trojanerne jublede, da træhesten blev bragt ind i byen. De svævede i den vildfarelse, at krigen var omme. Så kom to slanger til syne og slugte Laokoon, Poseidons præst, samt hans ene søn. Æneas og hans familie flygtede forfærdet til bjerget Ida. Vergil er den eneste digter, der hævder, at begge sønner blev dræbt, selv om andre også har tolket det sådan, fordi Dionysios af Halikarnassos synes at mene, at Sofokles tænkte det samme. Slangerne hed Porces og Chariboea, og kom fra øerne Calydnae;  de omtales af Bacchylides, som hævder, at de forvandledes til mennesker. Ifølge en kommentar på papyrus til et skuespil, var de sendt af Apollon. 

## Laokoon i dagligtalen
I 1800-tallet var statuen et så kendt begreb, at Charles Dickens, der skrev for almindelige mennesker, i Et juleeventyr skriver, hvordan den nærige Scrooge som en anden Laokoon havner i nærkamp med sine genstridige strømper: "I don't know what to do! cried Scrooge, laughing and crying in the same breath; and making a perfect Laocoön of himself with his stockings." 